# Labium centrale
Labium centrale là một loài tò vò trong họ Ichneumonidae.